# 凌云乡 (东辽县)
凌云乡，是中华人民共和国吉林省辽源市东辽县下辖的一个乡镇级行政单位。

## 行政区划
凌云乡下辖以下地区：
平川村、山良村、柳叶村、化龙村、化新村、玉田村、二道村、人和村、会民村、凌镇村、万平村、启富村、付安村、双龙村和文官村。